# 赤手拭稻荷神社
赤手拭稻荷神社是位于日本大阪府大阪市浪速区的神社，建立年份不详。

## 历史
传说，堺市的鱼商源藏经常被狐狸偷走财物，他在神社前供奉了一条染成红色的手巾，祈求“狐狸不再偷走他的财物”。它后来被称为“赤手拭稲”（Akatenugu Inari）。
1945年（昭和20年），神社在大阪大空袭中被毁，如今的本殿是1948年（昭和23年）重建的。它在上方落语被称为“ぞろぞろ”（Zorozoro）的舞台。